# Area marina protetta Isole Ciclopi
L'area marina protetta Isole Ciclopi (semplificato AMP Isole Ciclopi) è un'area marina protetta che si estende nel tratto di mare antistante Aci Trezza e comprende il piccolo arcipelago delle Isole dei Ciclopi e il tratto di mare tra Capo Mulini e Punta Aguzza nel comune di Aci Castello, istituita con Decreto Istitutivo Ministeriale del 09/11/2004.
Il tratto di costa compreso nella riserva fa parte della piattaforma continentale basaltica originata dal sollevamento dei fondali marini e dalle antichissime colate del vulcano Etna. Sono visibili nel porto di Acitrezza e nei faraglioni le caratteristiche formazioni basaltiche colonnari del tipo di quelle presenti nelle gole dell'Alcantara.

## Flora e fauna
La riserva presenta una ricca flora sottomarina con varie centinaia di specie di alghe e vasti insediamenti di Posidonia oceanica. Rappresenta inoltre l'area principale di contatto tra fauna marina tirrenica e ionica e un importante mezzo di ripopolamento marino. Grande è anche la varietà di fauna invertebrata. La riserva può esser visitata da Acitrezza, con barche e battelli appositi a fondo trasparente.

## Accessi
La riserva marina Isole Ciclopi è raggiungibile in auto per mezzo della S.S.114 Messina-Catania. Da Catania è raggiungibile per mezzo del bus 534 della linea urbana AMT e dell'autolinea interurbana AST.
La sede e il centro visite si trovano ad Acitrezza, Via Provinciale 226.